# Ronde van Italië 1975
| Eindklassement      |                          |              |
| Algemeen klassement | Fausto Bertoglio         | 111u 31' 24" |
| Tweede              | Francisco Galdos         | + 0' 41"     |
| Derde               | Felice Gimondi           | + 6' 18"     |
| Vierde / (Bel)      | Roger De Vlaeminck       | + 7' 39"     |
| Vijfde              | Giuseppe Perletto        | + 8' 00"     |
| Zesde               | Wladimiro Panizza        | + 8' 13"     |
| Zevende             | Walter Riccomi           | + 10' 32"    |
| Achtste             | Tino Conti               | + 13' 40"    |
| Negende             | Miguel María Lasa        | + 14' 48"    |
| Tiende              | Gianbattista Baronchelli | + 14' 48"    |
| Rode Lantaarn       | Franco Calvi (70e)       | + 3h 52' 05" |
| Puntenklassement    | Roger De Vlaeminck       | 346 punten   |
| Tweede              | Fausto Bertoglio         | 159 punten   |
| Derde               | Felice Gimondi           | 154 punten   |
| Bergklassement      | Andrés Oliva             | 300 punten   |
|                     | Francisco Galdos         | 300 punten   |
| Derde               | Fausto Bertoglio         | 240 punten   |
| Ploegenklassement   | Brooklyn                 | 11270 punten |
| Tweede              | Jollyceramica            | 6720 punten  |
| Derde               | KAS                      | 6200 punten  |

De 58e editie van de Ronde van Italië ging van start op 17 mei 1975 in Milaan en eindigde op 7 juni op de Stelviopas. Er stonden 90 renners verdeeld over 9 ploegen aan de start. De wedstrijd werd gewonnen door Fausto Bertoglio.
- Aantal ritten: 21
- Totale afstand: 3933.0 km
- Gemiddelde snelheid: 35.266 km/u
- Aantal deelnemers: 90

## Belgische en Nederlandse prestaties
In totaal namen er 10 Belgen en 7 Nederlanders deel aan de Giro van 1975.

### Belgische etappezeges
- Patrick Sercu won de 2e etappe van Modena naar Ancona, de 12e etappe van Chianciano Terme naar Forte dei Marmi en de 17e etappe deel A van Omegna naar Pontoglio.
- Roger De Vlaeminck won de 4e etappe van Teramo naar Campobasso, de 6e etappe van Bari naar Castrovillari, de 7e etappe deel B van Padula naar Potenza, de 10e etappe van Frosinone naar Tivoli, de 11e etappe van Rome naar Orvieto, de 18e etappe van Brescia naar Baselga di Pinè en de 20e etappe Pordenone naar Alleghe.
- Rik Van Linden won de 5e etappe van Campobasso naar Bari.

### Nederlandse etappezeges
- In 1975 was er geen Nederlandse etappezege.

## Etappe-overzicht
| Datum                  | Etappe     | Parcours                                    | Afstand | Eerste                        | Tweede                   | Derde                          | Klassementsleider        |
| ---------------------- | ---------- | ------------------------------------------- | ------- | ----------------------------- | ------------------------ | ------------------------------ | ------------------------ |
| 17 mei                 | etappe 1   | Milaan - Fiorano Modenese                   | 177 km  | Knut Knudsen (Noo)            | Rik Van Linden (Bel)     | Henk Poppe (Ned)               | Knut Knudsen (Noo)       |
| 18 mei                 | etappe 2   | Modena - Ancona                             | 249 km  | Patrick Sercu (Bel)           | Rik Van Linden (Bel)     | Pierino Gavazzi (Ita)          | Knut Knudsen (Noo)       |
| 19 mei                 | etappe 3   | Ancona - Prati di Tivo                      | 175 km  | Giovanni Battaglin (Ita)      | Francisco Galdos (Spa)   | Miguel María Lasa (Spa)        | Giovanni Battaglin (Ita) |
| 20 mei                 | etappe 4   | Teramo - Campobasso                         | 258 km  | Roger De Vlaeminck (Bel)      | Pierino Gavazzi (Ita)    | Marcello Bergamo (Ita)         | Francisco Galdos (Spa)   |
| 21 mei                 | etappe 5   | Campobasso - Bari                           | 224 km  | Rik Van Linden (Bel)          | Patrick Sercu (Bel)      | Marino Basso (Ita)             | Francisco Galdos (Spa)   |
| 22 mei                 | etappe 6   | Bari - Castrovillari                        | 213 km  | Roger De Vlaeminck (Bel)      | Rik Van Linden (Bel)     | Marino Basso (Ita)             | Francisco Galdos (Spa)   |
| 23 mei                 | etappe 7a  | Castrovillari - Padula                      | 123 km  | Domingo Perurena (Spa)        | Alfredo Chinetti (Ita)   | Giancarlo Bellini (Ita)        | Francisco Galdos (Spa)   |
| 23 mei                 | etappe 7b  | Padula - Potenza                            | 80 km   | Roger De Vlaeminck (Bel)      | Rik Van Linden (Bel)     | Marcello Bergamo (Ita)         | Francisco Galdos (Spa)   |
| 24 mei                 | etappe 8   | Potenza - Sorrento                          | 220 km  | Marcello Osler (Ita)          | Giovanni Battaglin (Ita) | Tino Conti (Ita)               | Francisco Galdos (Spa)   |
| 25 mei                 | etappe 9   | Sorrento - Frosinone                        | 225 km  | Enrico Paolini (Ita)          | Roger De Vlaeminck (Bel) | Javier Elorriaga (Spa)         | Francisco Galdos (Spa)   |
| 26 mei                 | etappe 10  | Frosinone - Tivoli                          | 176 km  | Roger De Vlaeminck (Bel)      | Luciano Borgognoni (Ita) | Felice Gimondi (Ita)           | Francisco Galdos (Spa)   |
| 27 mei                 | etappe 11  | Rome - Orvieto                              | 158 km  | Roger De Vlaeminck (Bel)      | Miguel María Lasa (Spa)  | Luciano Borgognoni (Ita)       | Francisco Galdos (Spa)   |
| 28 mei                 | etappe 12  | Chianciano Terme - Forte dei Marmi          | 232 km  | Patrick Sercu (Bel)           | Rik Van Linden (Bel)     | Roger De Vlaeminck (Bel)       | Francisco Galdos (Spa)   |
| 29 mei                 | etappe 13  | Forte dei Marmi - Forte dei Marmi (tijdrit) | 38 km   | Giovanni Battaglin (Ita)      | Felice Gimondi (Ita)     | Luciano Borgognoni (Ita)       | Giovanni Battaglin (Ita) |
| 30 mei was een rustdag |            |                                             |         |                               |                          |                                |                          |
| 31 mei                 | etappe 14  | Piano di Coreglia - Il Ciocco (tijdrit)     | 13 km   | Fausto Bertoglio (Ita)        | Giuseppe Perletto (Ita)  | Gianbattista Baronchelli (Ita) | Fausto Bertoglio (Ita)   |
| 1 juni                 | etappe 15  | Forte dei Marmi - Arenzano                  | 203 km  | Franco Bitossi (Ita)          | Enrico Paolini (Ita)     | Miguel María Lasa (Spa)        | Fausto Bertoglio (Ita)   |
| 2 juni                 | etappe 16  | Arenzano - Orta San Giulio                  | 193 km  | Fabrizio Fabbri (Ita)         | Valerio Lualdi (Ita)     | Sebastián Pozo (Spa)           | Fausto Bertoglio (Ita)   |
| 3 juni                 | etappe 17a | Omegna - Pontoglio                          | 167 km  | Patrick Sercu (Bel)           | Marino Basso (Ita)       | Roger De Vlaeminck (Bel)       | Fausto Bertoglio (Ita)   |
| 3 juni                 | etappe 17b | Pontoglio - Monte Maddalena                 | 46 km   | Wladimiro Panizza (Ita)       | Fausto Bertoglio (Ita)   | Gianbattista Baronchelli (Ita) | Fausto Bertoglio (Ita)   |
| 4 juni                 | etappe 18  | Brescia - Baselga di Pinè                   | 223 km  | Roger De Vlaeminck (Bel)      | Felice Gimondi (Ita)     | Giacinto Santambrogio (Ita)    | Fausto Bertoglio (Ita)   |
| 5 juni                 | etappe 19  | Baselga di Pinè - Pordenone                 | 175 km  | Martín Emilio Rodríguez (Col) | Adriano Pella (Ita)      | Javier Elorriaga (Spa)         | Fausto Bertoglio (Ita)   |
| 6 juni                 | etappe 20  | Pordenone - Alleghe                         | 179 km  | Roger De Vlaeminck (Bel)      | Tino Conti (Ita)         | Francisco Galdos (Spa)         | Fausto Bertoglio (Ita)   |
| 7 juni                 | etappe 21  | Alleghe - Passo dello Stelvio               | 186 km  | Francisco Galdos (Spa)        | Fausto Bertoglio (Ita)   | Giuseppe Perletto (Ita)        | Fausto Bertoglio (Ita)   |

 winnaars · 
roze trui · 
  puntenklassement · 
  bergklassement · 
 jongerenklassement · 
 intergiro · 
 ploegenklassement · 
 strijdlust · 
 zwarte trui
Giro d'Italia Next Gen · Giro Donne · Cima Coppi
 Belgische rozetruidragers · etappewinnaars
 Nederlandse rozetruidragers · etappewinnaars
Mannen:
1909 · 
1910 · 
1911 · 
1912 · 
1913 · 
1914 · 
1919 · 
1920 · 
1921 · 
1922 · 
1923 · 
1924 · 
1925 · 
1926 · 
1927 · 
1928 · 
1929 · 
1930 · 
1931 · 
1932 · 
1933 · 
1934 · 
1935 · 
1936 · 
1937 · 
1938 · 
1939 · 
1940 · 
1946 · 
1947 · 
1948 · 
1949 · 
1950 · 
1951 · 
1952 · 
1953 · 
1954 · 
1955 · 
1956 · 
1957 · 
1958 · 
1959 · 
1960 · 
1961 · 
1962 · 
1963 · 
1964 · 
1965 · 
1966 · 
1967 · 
1968 · 
1969 · 
1970 · 
1971 · 
1972 · 
1973 · 
1974 · 
1975 · 
1976 · 
1977 · 
1978 · 
1979 · 
1980 · 
1981 · 
1982 · 
1983 · 
1984 · 
1985 · 
1986 · 
1987 · 
1988 · 
1989 · 
1990 · 
1991 · 
1992 · 
1993 · 
1994 · 
1995 · 
1996 · 
1997 · 
1998 · 
1999 · 
2000 · 
2001 · 
2002 · 
2003 · 
2004 · 
2005 · 
2006 · 
2007 · 
2008 · 
2009 · 
2010 · 
2011 · 
2012 · 
2013 · 
2014 · 
2015 · 
2016 · 
2017 · 
2018 · 
2019 · 
2020 · 
2021 · 
2022 · 
2023 · 
2024 · 
2025
Vrouwen:
1988 · 
1989 · 
1990 · 
1991 ·
1992 ·
1993 · 
1994 · 
1995 · 
1996 · 
1997 · 
1998 · 
1999 · 
2000 · 
2001 · 
2002 · 
2003 · 
2004 · 
2005 · 
2006 · 
2007 · 
2008 · 
2009 · 
2010 · 
2011 · 
2012 ·
2013 · 
2014 ·
2015 ·
2016 ·
2017 ·
2018 ·
2019 ·
2020 ·
2021 ·
2022 ·
2023 ·
2024 ·
2025